# 사샤 피보바로바
알렉산드라 "사샤" 이고레브나 피보바로바(러시아어: Александра "Саша" Игоревна Пивоварова, 1985년 1월 21일 ~ )는 러시아의 모델이다. 프라다와 6시즌 연속으로 함께 일한 것으로 가장 유명하다. 2008년에 러시아 출신의 17살 연상 사진 작가인 이고리 비시냐코프와 결혼하여 현재 딸 2명을 두고 있다.

## 약력
러시아 인문대학에서 미술사를 전공하는 학생이었던 사샤 피보바로바는 본래 모델이 될 생각은 없었지만, 2005년 그녀의 친구이자 사진 작가이며 훗날 그녀와 결혼하게 되는 이고리 비시냐코프가 그녀의 사진을 찍어 국제 모델 에이전시인 IMG에 보내게 되면서 모델로서의 생활이 본격적으로 시작되었다. IMG와의 계약을 맺은 이후, 그녀의 첫 번째 런웨이 무대는 장차 그녀와 3년 간 독점 광고 계약을 맺게 되는 프라다의 패션쇼 무대였다.
2007년 5월 미국 보그 잡지에서는 사샤 피보바로바를 도젠 크로스, 카롤리니 트렌치니, 하케우 지메르망, 제시카 스탐, 아기네스 딘, 코코 로샤, 힐러리 로다, 샤넬 이만, 릴리 도날슨 등과 더불어 차세대 세계 모델로 소개하였다. 인터뷰에 따르면, 사샤 피보바로바는 미술과 독서를 좋아한다고 한다. 인터뷰 당시 그녀가 읽던 책은 전쟁과 평화였다. 사샤 피보바로바는 또한 보그의 러시아판과 영국판, 오스트레일리아판 잡지의 표지 모델로 발탁되기도 하였다. 유명한 사진가 스티븐 마이젤의 총애를 받은 사샤 피보바로바는 이탈리아판 보그의 표지 모델로 다섯 번 등장하였다. 그리고 2008년도 피렐리 달력에도 그녀의 사진이 실렸다.
2008년 11월 20일 스페인에서 열린 마리끌레르 시상식 프릭스 데 라 모다(Prix de la Moda)에서 사샤 피보바로바는 베스트 국제모델상을 수상하였다. 2009년 12월 사샤 피보바로바는 조르조 아르마니와 머트 알라스, 마르쿠스 피고트의 간판 얼굴이 되었으며, 롱샹은 사샤 피보바로바를 케이트 모스와 함께 사진 촬영을 하였다.
2008년 5월 사샤 피보바로바는 파리에서 샤넬이 디자인한 여성복 봄 패션쇼에서 오프닝모델로 캣워크했다. 2008년 7월에는 샤넬이 디자인한 여성복 가을 패션쇼를 마친 다음 장 폴 고티에가 디자인한 여성복 패션쇼 무대 위에 섰다.
2009년 초에 사샤 피보바로바는 모델닷컴 사이트의 최고의 여자 모델 50인 가운데 나타샤 폴리와 더불어 공동 2위로 올랐다가 2011년 3월에 4위로 떨어졌다. 보그 파리는 사샤 피보바로바를 2000년대 최고 모델 30인 가운데 한 사람으로 지목하였다.

## 개인사
사샤 피보바로바는 미국 뉴욕에 거주하고 있으며 그의 집은 아트 스튜디오로도 사용되고 있다. 사샤 피보바로바와 이고리 비시냐코프 부부는 2명의 딸(미아, 소피아)를 두고 있다.
사샤 피보바로는 러시아의 우크라이나 침공이 일어난 2022년 2월 24일에 인스타그램 계정에 우크라이나의 국기 사진을 게재했다.